# 開源治理
开源治理（英語：Open-Source Governance），也称为开源政治（英語：Open Politics），是种政治哲学，主张将开源和自由内容运动的哲学应用于民主治理，以便任何感兴趣的公民都能参与政策的制定，就像使用wiki文档一样。立法以民主的方式向普通公民开放，利用公民的集体智慧促进决策过程，并改善民主。
关于如何约束、限制或促进这种参与的理论各不相同。因此，没有一种主流理论可以指导如何用这种方法制定立法。有各种各样的项目和运动正在致力于建立开源治理系统。
全球许多左翼自由主义和激进中间派组织已开始倡导开源治理及其相关政治理念，将其作为当前治理体系的改革替代方案。这些团体通常起源于互联网或其他可能的去中心化结构，并特别重视匿名性，以保护个人在民主制度中的言论自由权。然而，人们的观点各不相同，尤其是因为开源政府背后的原则仍然定义得非常松散。